# ベンジャミン・ブルーム
ベンジャミン・サミュエル・ブルーム（Benjamin Samuel Bloom、1913年2月21日 - 1999年9月13日）は、アメリカ合衆国の教育心理学者。

## 経歴
教育目標の分類化と完全習得学習（mastery learning）の理論を提唱したことで知られている。
ペンシルバニア州ランスフォードの生まれ。ペンシルベニア州立大学とシカゴ大学で学んだ。彼はまた卓越や特例的な成績、偉大さの問題に関係してくるような成果を出した例外的な才能の開発についても大規模な研究チームを組織、それを統括した。